# Cydrela pristina
Cydrela pristina är en spindelart som beskrevs av Pakawin Dankittipakul och Rudy Jocqué 2006. Cydrela pristina ingår i släktet Cydrela och familjen Zodariidae.
Artens utbredningsområde är Thailand. Inga underarter finns listade i Catalogue of Life.